# (356) Лигурия
(356) Лигурия (лиг. Liguria) — довольно крупный астероид главного пояса по каталогу ЦМП.

## Открытие и название
Лигурия была открыта 21 января 1893 года французским астрономом Огюстом Шарлуа в обсерватории Ниццы. При регистрации открытия астероиду было присвоено обозначение 1893 G. Позже были обнаружены объекты 1951 WU2, 1953 FX1, A893 CA, которые впоследствии были идентифицированы как Лигурия.
Астероид был назван в честь Лигурии — исторической области в Италии. Название утверждено в 1901 году.

## Орбитальные характеристики
Лигурия обращается в центральной части Главного пояса астероидов на среднем расстоянии в 2,758 а. е. (412,5 млн км) от Солнца. Её орбита обладает значительным эксцентриситетом, равным 0,2379 и умеренным наклонением в 8,226°. Таким образом, максимальное расстояние от Лигурии до Солнца составляет 3,414 а. е. (510,7 млн км), минимальное — 2,102 а. е. (314,4 млн км).
Период обращения Лигурии вокруг Солнца составляет 4,58 года (1673 сутки). Последнее прохождение перигелия состоялось 18 августа 2011 года.
Абсолютная звёздная величина Лигурии составляет 8,22m. Её видимый блеск в течение синодического периода меняется в пределах 10,8-14,8m.

## Физические характеристики
Согласно данным, полученным в 1983 году с помощью космической обсерватории IRAS средний диаметр Лигурии равен 131,31±2,6 км, а альбедо — 0,0528±0,002. Исследование астероида в 2010 году посредством космического телескопа WISE, дало значение для её диаметра 131,000±9,686 км, а для альбедо — 0,0530±0,0148.
По классификации Толина Лигурия принадлежит к спектральному классу C.
Период обращения Лигурии вокруг собственной оси был измерен в 1978 году и составляет 31,82±0,05 ч (1 сут 7 ч 49 мин).